# اسپیرو و فانتازیو
اسپیرو و فانتازیو (فرانسوی: Spirou and Fantasio‎) یکی از محبوب‌ترین کامیکس فرانسوی-بلژیکی کلاسیک است.
شخصیت‌های اصلی این سری داستان، دو روزنامه‌نگار به نام های اسپیرو و فانتازیو هستند که یک سنجاب هم آنها را همراهی می‌کند. شخصیت اسپیرو نخستین بار توسط رابرت ولته در سال ۱۹۳۸ خلق شد.
این انیمیشن در تلویزیون ایران با عنوان داستانهای پرماجرا نمایش داده شد.